# Dolichognatha cygnea
Dolichognatha cygnea är en spindelart som först beskrevs av Simon 1893.  Dolichognatha cygnea ingår i släktet Dolichognatha och familjen käkspindlar.
Artens utbredningsområde är Venezuela. Inga underarter finns listade i Catalogue of Life.